# Stéphanie Rivoal
Pour les articles homonymes, voir Rivoal (homonymie).
Stéphanie Rivoal, née le 9 juillet 1971, est une financière, diplomate française puis administratrice indépendante.
Elle préside Action contre la faim de 2013 à 2016, avant de devenir ambassadrice de France en Ouganda. Depuis 2020, elle est membre du conseil de surveillance de Meridiam.

## Biographie

### Finance
Née le 9 juillet 1971 à Montreuil, fille d'une mère enseignante de sciences naturelles, devenue cheffe d'établissement, et d'un père commissaire divisionnaire de police,,, Stéphanie Rivoal fait ses études secondaires au lycée Louis-le-Grand, avant d'intégrer l'École supérieure des sciences économiques et commerciales en 1990. Elle a fait notamment partie de Junior ESSEC Conseil, la Junior-Entreprise de l'ESSEC .
Elle fait ses débuts dans la finance. Elle travaille à JPMorgan Chase, mais est, à 25 ans, renvoyée de Goldman Sachs. Le 1er avril 2003, elle se décide à quitter la finance.

### Humanitaire
Après un « pétage de plombs » dû à un surmenage, elle entre dans l'humanitaire en 2005 par « envie de se valoriser ». Elle devient coordinatrice d'Action contre la faim pour le Nord-Darfour. Elle est ensuite cheffe de mission au Liban. Elle prend la présidence d'ACF en 2013.  
Elle participe au premier Stand Up de l'Institut de relations internationales et stratégiques (IRIS) en juillet 2014. Elle participe en 2015 à la Cité de la Réussite sur le thème de l’audace en Afrique. En 2015, elle devient membre de la Commission nationale consultative des droits de l'homme (CNCDH). Elle participe cette même année à "Faim et Climat" en amont de la COP21 et au "Positive Economy Forum" sur la question "Why we are the generation which could see the end of hunger". 

### Diplomatie
En 2016, elle est nommée ambassadrice de France en Ouganda,, appréciée des Ougandais avec une approche nouvelle de la diplomatie,.
En avril 2019, elle prend ses fonctions de secrétaire générale du sommet Afrique-France 2020, sur le thème de la ville durable qui est finalement annulé en avril 2020 en raison de la pandémie de Covid-19.

### Administratrice
En septembre 2020, elle devient membre du conseil de surveillance de Meridiam, entreprise à mission, fonds d’investissement notamment dans les infrastructures aux États-Unis, en Europe et en Afrique.

### Politique
En novembre 2021, déçue par le président Emmanuel Macron, elle déclare sa candidature pour l'élection présidentielle de 2022,.

### Photographie
Après avoir suivi des cours dans un établissement privé durant un an, au début des années 2000, elle s'est adonnée à la photographie. Outre son ouvrage personnel sur le Darfour, elle a illustré plusieurs livres consacrés à Londres et Paris.

### Vie personnelle
Divorcée puis remariée, elle a trois enfants.

### Distinctions / Formations
Elle est nommée Chevalier de la Légion d’honneur en 2015, au nom de ses 21 années de services et de son engagement pour la cause humanitaire  et élevée au rang d’officier de l’Ordre National du Mérite en 2020.  
Elle est auditrice de l'Institut des hautes études de défense nationale (IHEDN) - cycle 2015-2016. 

### Autres
Frédéric Lopez lui consacre un épisode en octobre 2016, dans l'émission Mille et une vies.

## Ouvrage
- Darfour  (préf. Samuel Le Bihan), Paris, Le Cherche midi, 2007, 212 p. (ISBN 978-2-7491-0966-4).
- Stéphanie Rivoal, Géoéconomie 2015/1 (n° 73) : L’arme alimentaire, Paris, Editions Choiseul, 2015, 234 p. (ISBN 978-2-36259-058-0, lire en ligne)